# Celtic Park (Belfast)
Ne doit pas être confondu avec Celtic Park (Derry) ou Celtic Park.
Celtic Park est un stade de football situé à Belfast en Irlande du Nord. Ce stade est le terrain principal du Belfast Celtic Football Club.

## Histoire
Il a aussi accueilli des courses de lévriers et diverses manifestations sportives et culturelles. Les supporters du Celtic ont surnommé le stade The Paradise (le Paradis).
À son apogée, le Celtic Park a une capacité de 50 000 places.
L’enceinte cesse d’accueillir des matchs de football à partir de 1949 quand le Belfast Celtic se retire du football professionnel. L’activité de courses de lévriers perdure jusque dans les années 1980.
Winston Churchill vient y faire un discours au début du XXe siècle en faveur du Home Rule.
En 1984, le stade est détruit. Un centre commercial est construit à son emplacement.